# Страхов, Николай Михайлович
Никола́й Миха́йлович Стра́хов (2 [15] апреля 1900, Болхов, Орловская губерния — 13 июля 1978, Москва) — советский учёный-геолог и геохимик, один из создателей современной литологии. Доктор геолого-минералогических наук, академик АН СССР (1953), лауреат и Сталинской (1948) и Ленинской (1961) премий.

## Биография
Родился 2 (15) апреля 1900 года в городе Болхове Орловской губернии в семье учителя.
В годы Гражданской войны Н. М. Страхов — преподаватель красноармейских курсов, с 1919 года — школьный учитель в родном Болхове.
В 1923 году начал учёбу на геолого-географическом отделении Московского университета, слушал лекции А. П. Павлова, Г. Ф. Мирчинка, Я. В. Самойлова. В 1928 году Страхов завершил обучение.
В течение 8 лет занимался преподавательской работой в Московском геологоразведочном и нефтяном институтах.
В 1934 году начал работу в Институте геологических наук АН СССР, где руководил масштабными работами по геологии Чёрного моря, нефтеносным и соленосным отложениям Западного Приуралья, железорудным фациям и их роли в истории Земли.
В 1930-е годы подвергался идеологическим нападкам как неокатастрофист со стороны Михаила Варенцова.
С 1937—1940 годах не мог принимать участия в экспедициях из-за болезни ноги. В это время работал над статьями по закономерностям размещения осадочных железных руд.
4 декабря 1946 года был избран членом-корреспондентом АН СССР (отделение геолого-географических наук, специальность — «литология осадочных пород, современное осадкообразование»).
В 1950—1952 годах принял активное участие в «Литологической дискуссии».
23 октября 1953 года был избран действительным членом (академиком) АН СССР (отделение геолого-географических наук, специальность — «общая геология, литология, современное осадкообразование»).
Участвовал в работе Московского общества испытателей природы, являлся членом редколлегий журналов «Доклады АН СССР», «Известия АН СССР (серия геологическая)», членом Главной редакции 1-го и 2-го изданий «Большой Советской Энциклопедии», редактором Трудов ГИН РАН, членом Президиума Высшей Аттестационной комиссии при Совете министров СССР.
В 1970 году Страхов тяжело заболел, но не прекратил научную деятельность. Являлся руководителем Междуведомственного литологического комитета.
Николай Михайлович Страхов скончался 13 июля 1978 года в Москве. Похоронен на Донском кладбище.

## Семья
Родители:
- Страхов Михаил Васильевич  (1872-1954 )— народный учитель;
- Александра Денисовна (умерла в 46 лет) — домохозяйка[7].

Жена — Александра Васильевна (в дев. Романчикова; 1904—1959), учитель химии и библиотекарь, сыновья:
- Геннадий (1929-1960), старший сын — художник, член Союза художников СССР.
- Владимир (1932—2012), советский и российский учёный в области геофизики и вычислительной математики, академик РАН.

## Научная деятельность

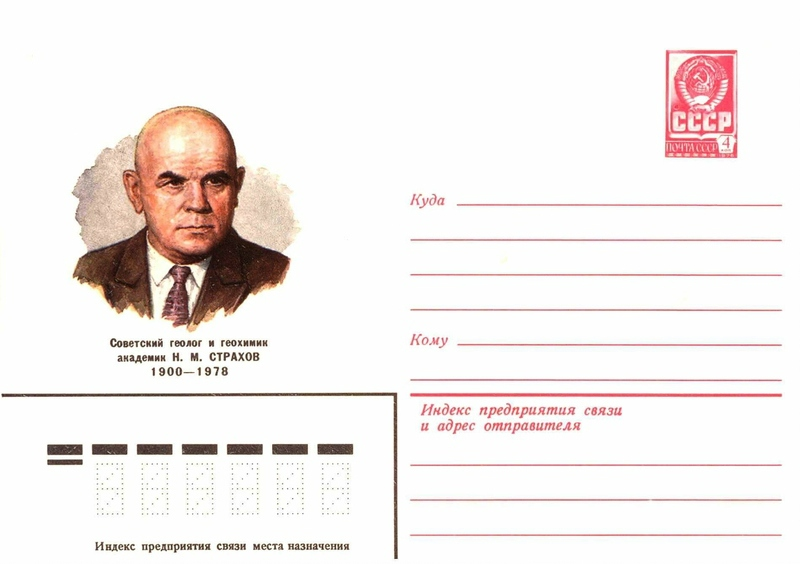
Советский почтовый конверт (1980). Художник Г. Кравчук.

Страхов считается одним из создателей современной литологии, он внёс значительный вклад в развитие геохимии осадочных пород. Большинство работ Страхова посвящено изучению современных осадков как модели древнего осадкообразования и разработке на этой основе сравнительно-исторического метода.
Продолжая работы учёных Н. И. Андрусова и А. Д. Архангельского, Страхов развивал и последовательно применял сравнительно-литологический метод для объяснения способов образования древних осадочных отложений. Основные труды Страхова были посвящены выяснению генезиса современных осадков Чёрного и Каспийского морей, внутриконтинентальных озёр, а также Тихого, Атлантического и Индийского океанов.
Страхову удалось обосновать идею о четырёх типах литогенеза и рассмотреть их эволюцию в истории Земли, а также разработать теорию диагенеза, галогенеза и гумидного рудообразования; исследовал горючие сланцы, соли, железные и марганцевые руды, известково-доломитовые горные породы.
Также Николай Михайлович занимался изучением форм миграции и закономерности распределения железа, фосфора, ванадия и прочих химических элементов в реках, морях и океанах, а также в древних водоёмах, им было установлено влияние физико-географического взаимодействия водосборов и водоёмов стока на распределение элементов в процессах осадкообразования.
Одна из главных работ Н. М. Страхова «Основы теории литогенеза» (1960, 1962) была посвящена теоретическому осмысливанию всего осадочного процесса. Эта работа стала итогом развития генетической литологии на конец 1950-х годов.

## Награды и премии
- 1945 — орден Трудового Красного Знамени (10.06.1945)
- 1948 — Сталинская премия II степени, за геологические исследования, имеющие большое значение для поисков железнорудных, марганцевых и бокситовых месторождений, изложенные в монографии «Железнорудные фации и их аналоги в истории Земли» (1947)
- 1953 — орден Ленина
- 1958 — орден Трудового Красного Знамени[6]
- 1961 — Ленинская премия, за научный труд «Основы теории литогенеза» (1960)
- 1967 — Золотая медаль имени А. П. Карпинского АН СССР, по совокупности работ в области геологических наук
- 1970 — орден Ленина
- 1975 — орден Ленина[6][9]

## Память

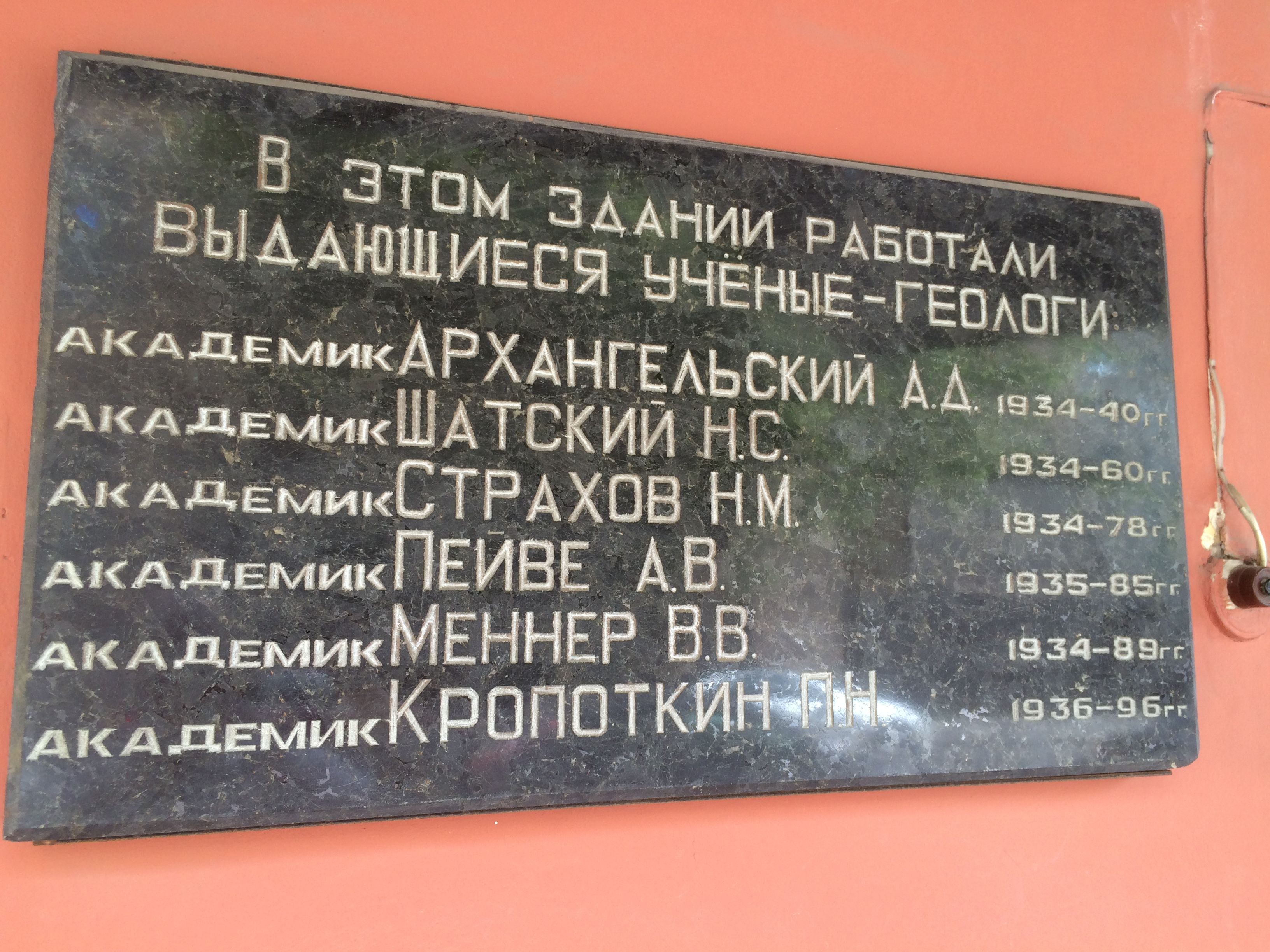
Имена академиков на здании ГИН в Москве

- Имя Н. М. Страхова носит разлом в Атлантическом океане[6].
- В честь Н. М. Страхова названа гора в Антарктиде (горы Принс-Чарльз, 70°54′ ю.ш., 67°40′ в.д., обследована Советской Антарктической экспедицией в 1972—1973 гг.)[10].
- В честь Н. М. Страхова названа подводная гора в Тихом океане (12° с.ш., 173° в.д., открыта советскими исследователями)[10].
- Имена Н. М. Страхова, А. Д. Архангельского, Н. С. Шатского, А. В. Пейве, В. В. Меннера, П. Н. Кропоткина высечены на мемориальной доске, установленной на фасаде здания Геологического института РАН в 1999 году[11].
- Имя Н. М. Страхова носит научное Судно «Академик Николай Страхов»

В 1985 году финской компанией «Холлминг» для Геологического института РАН было построено научно-исследовательское судно «Академик Николай Страхов», предназначенное для исследования геофизических полей океана и геологического строения океанского дна. Водоизмещение корабля составляет 2318 тонн, длина — 75,5 метров, на нём установлено новейшее оборудование для изучения океанического рельефа. За почти 30 лет своей работы «Академик Николай Страхов» провёл десятки экспедиций, его команда сделала более десятка научных открытий в области изучения рельефа дна Мирового океана.
В честь Н. М. Страхова назван минерал «страховит» (натрийсодержащий силикат бария и марганца кольцевой структуры, 1994).